# Parafia św. Jadwigi Śląskiej w Świątnikach
Parafia św. Jadwigi Śląskiej w Świątnikach - parafia rzymskokatolicka znajdująca się w diecezji sandomierskiej w dekanacie Klimontów. 
Parafia została erygowana 31 marca 1946 roku przez biskupa sandomierskiego, a pierwszym proboszczem został ks. Franciszek Drewnowski.
Do parafii przynależą: Bilcza, Jugoszów, Krobielice, Krzeczkowice, Nasławice, Piekary, Świątniki.